# Kerk van Vierhuizen
De kerk van Vierhuizen is een oorspronkelijk in de 12e of de 13e eeuw gebouwde kerk, gelegen op een wierde in Vierhuizen in de Nederlandse provincie Groningen.

## Geschiedenis
De kerk van Vierhuizen is waarschijnlijk gebouwd in de 12e, maar uiterlijk in de 13e eeuw. De middeleeuwse kerkmuren, gedeeltelijk van tufsteen, gaan verborgen achter een pleisterlaag die in 1869 is aangebracht. De oude vrijstaande tufstenen kerktoren werd in 1839 afgebroken en in 1843 vervangen door een nieuwe toren, die werd ingebouwd aan de westkant van de kerk.
De luidklok dateert uit 1630 en werd geschonken door leden van het geslacht Lewe: Anna Lewe van de borg Panser en Geert Lewe van de borg Bewsum. Beide borgen lagen in de omgeving van Vierhuizen. De klok is gegoten door Nicolas Rovier en André Aubertin. Tijdens de Tweede Wereldoorlog werd de klok weggeroofd door de Duitse bezetters, maar hij werd na de bevrijding van de Duitse bezetting in Nederland teruggevonden en weer in de toren gehangen.
Op de toren staat een windvaan in de vorm van een leeuw, het symbool van de familie Lewe. De torens van de naburige kerken van Ulrum en van Niekerk hebben eveneens een leeuw als windvaan.
Het kerkorgel is in 1892 gebouwd door de orgelbouwersfirma Van Oeckelen.
De kerk is erkend als rijksmonument. Eigenaar van de kerk is de Stichting Oude Groninger Kerken. In 2007 werd de kerk gerestaureerd. Het jaar daarvoor werd een bedrag van € 900.000 voor de restauratie verkregen door de uitverkiezing van de kerk in het AVRO-programma De Restauratie, dat gesponsord werd door de BankGiro Loterij.

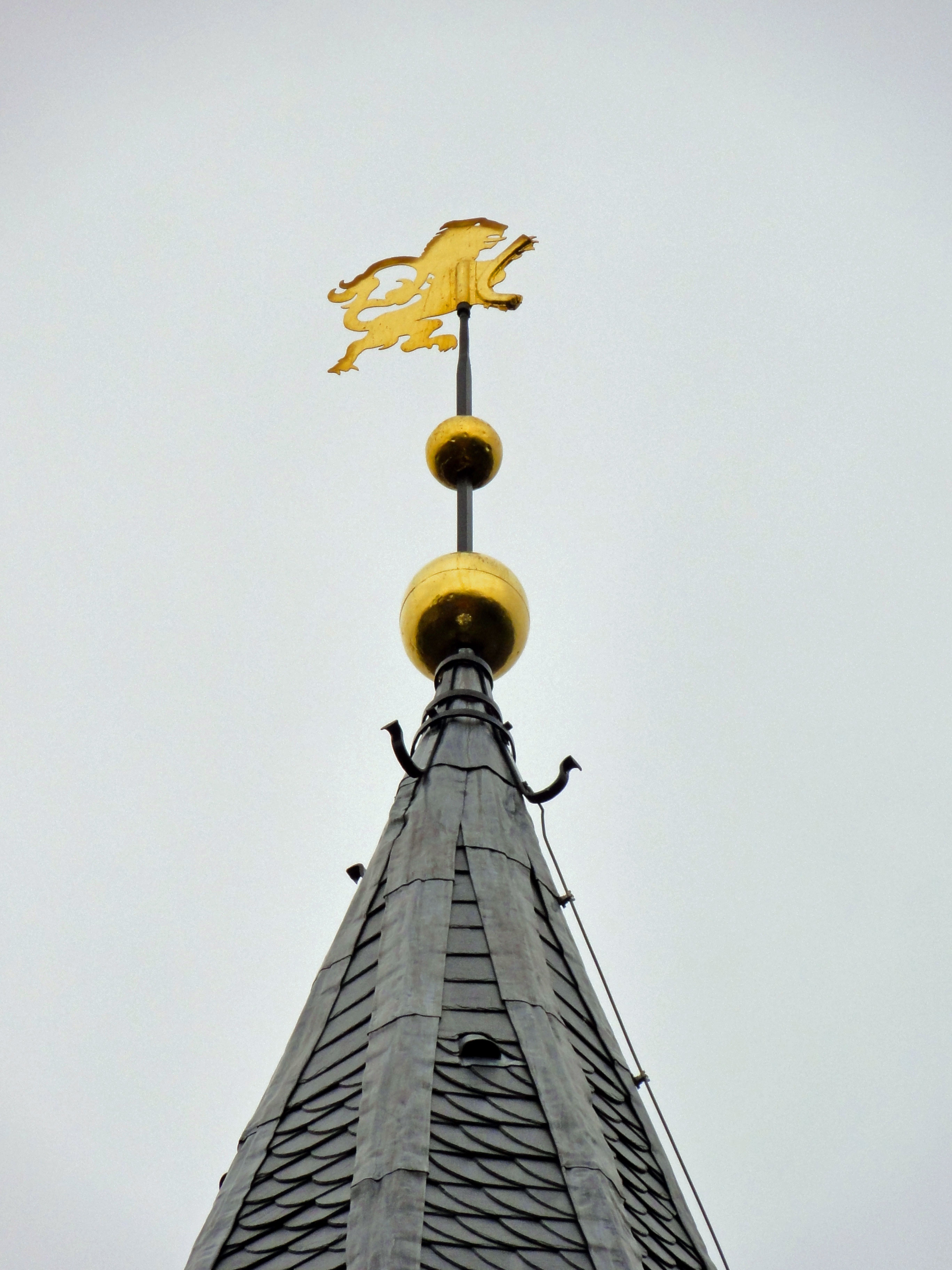
De leeuw op de kerktoren van Vierhuizen
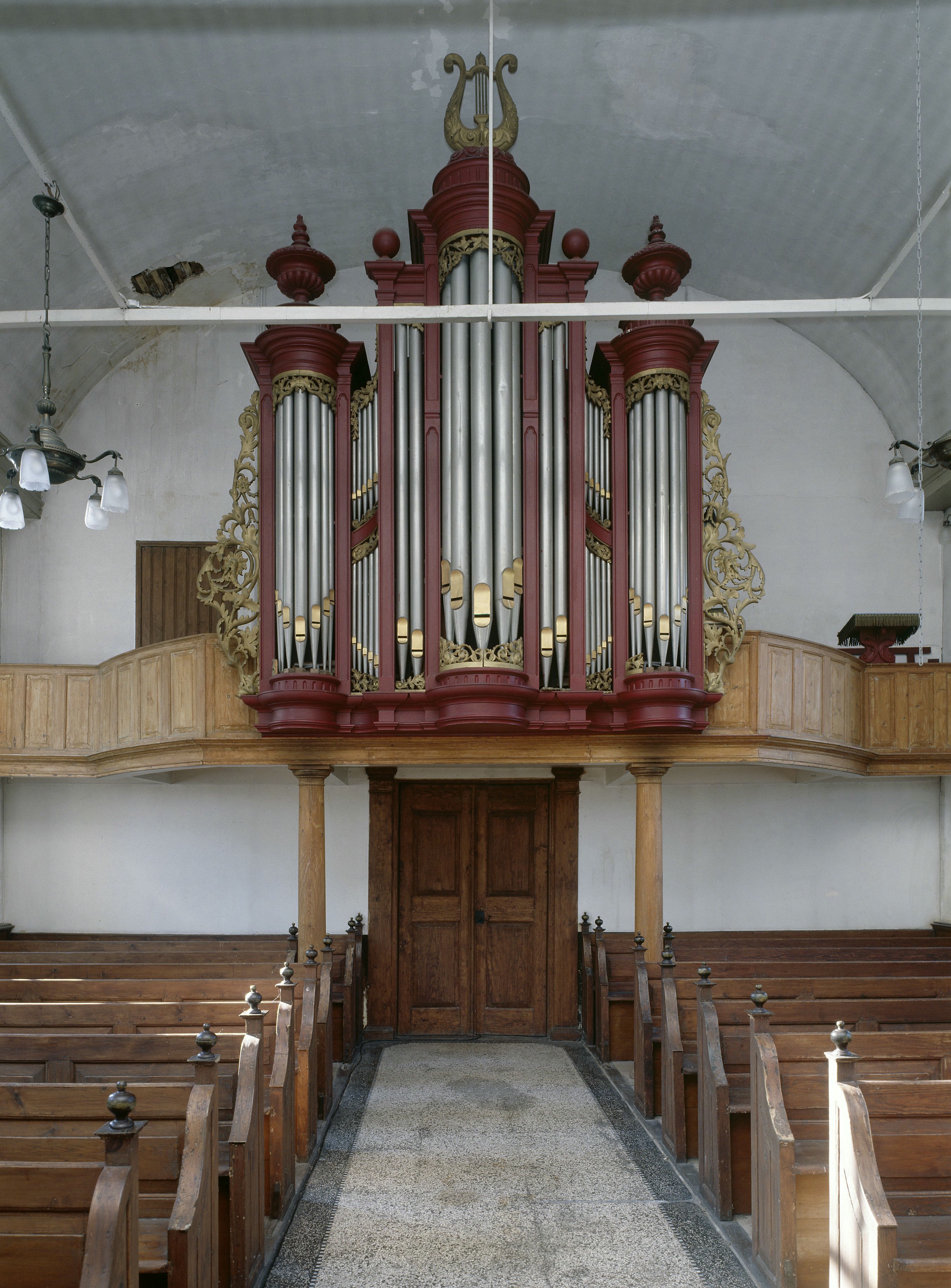
Het kerkorgel van Van Oeckelen in 2007
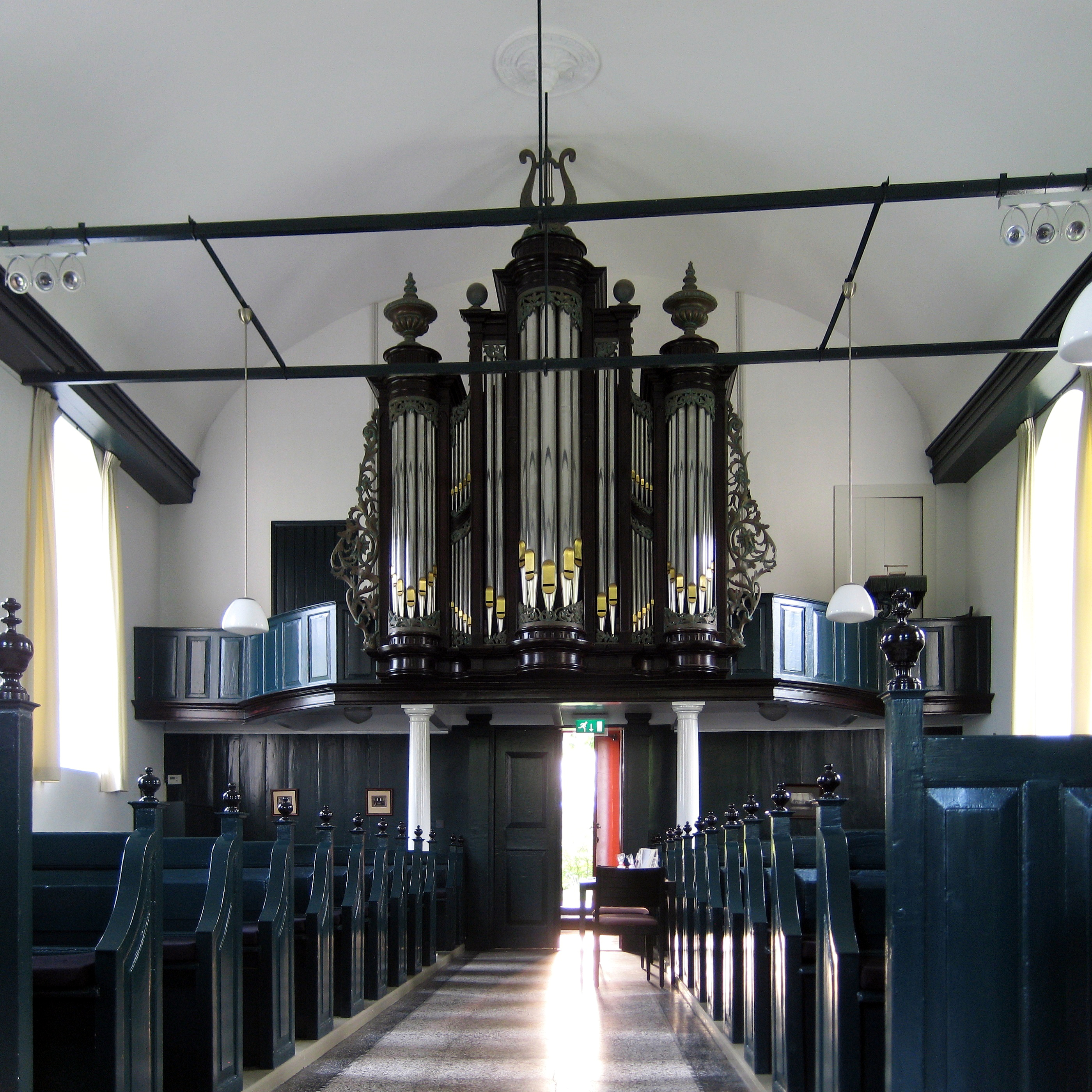
Het orgel in 2014
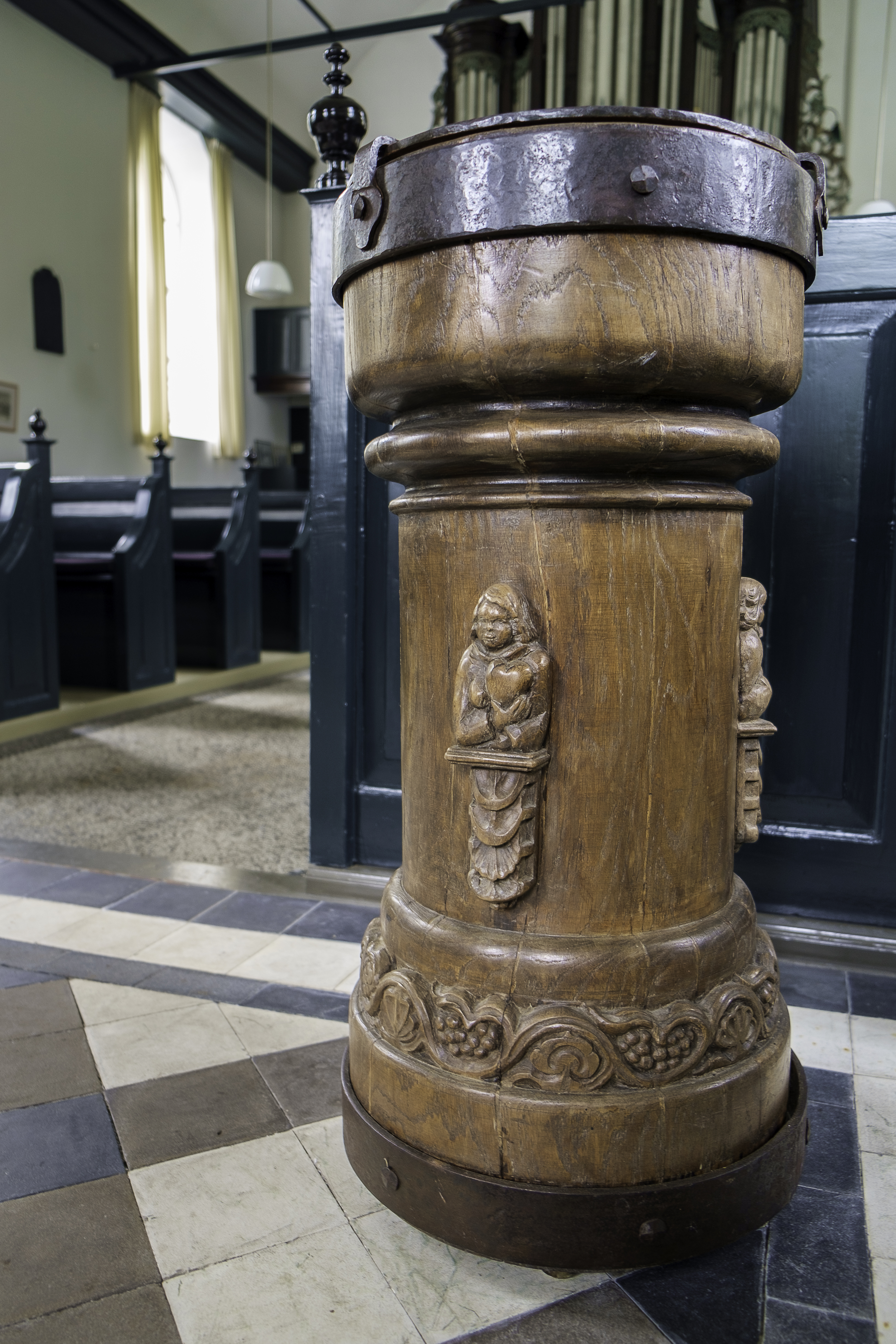
Doopvont uit onbekend jaar met afbeeldingen van geloof, hoop en liefde
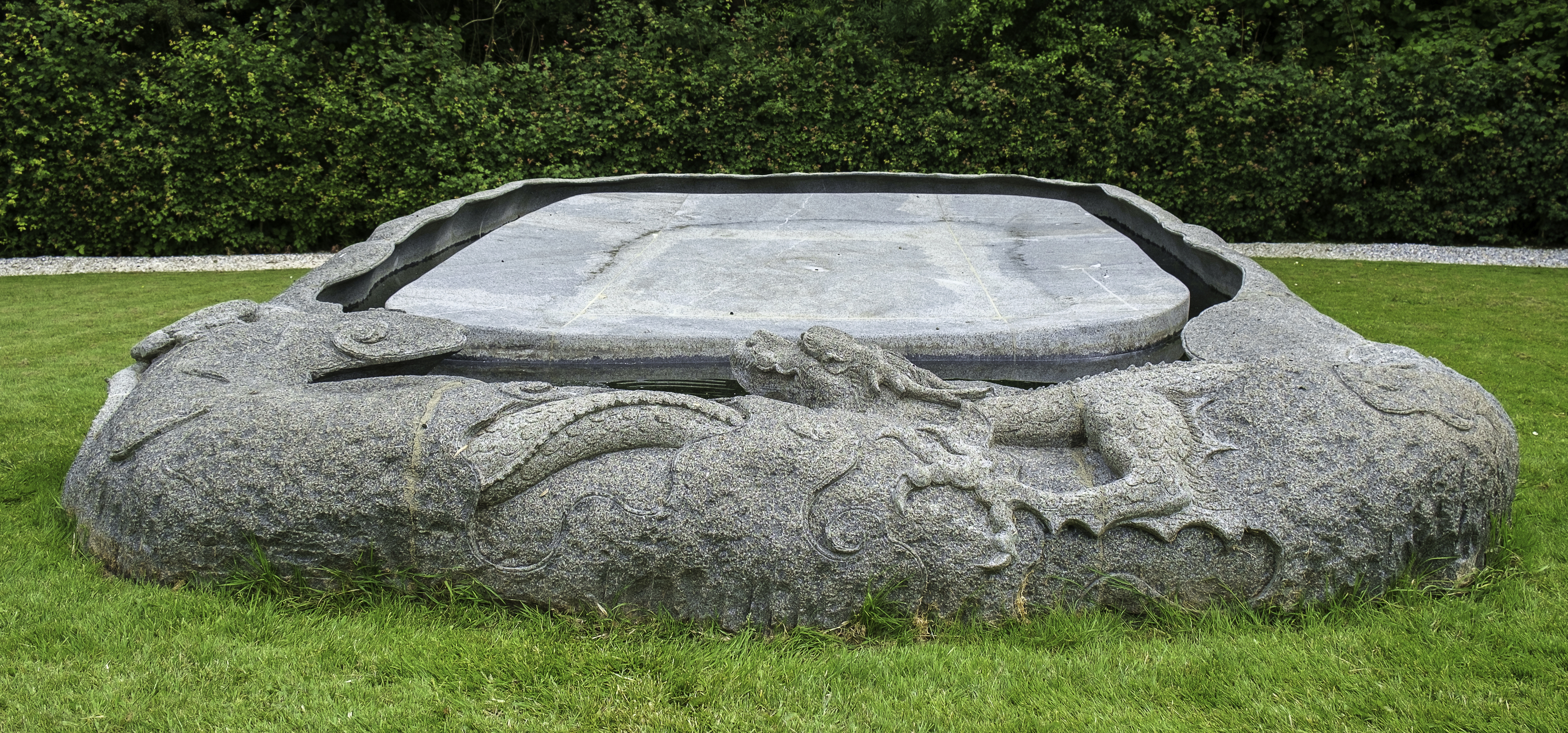
Kunstwerk Inkstone or Protective Stone van de Chinese kunstenaar Huang Yong Ping uit 2004 op het kerkhof